# Поликонденсация

Рис. 1. Нейлон-6 (вверху) и нейлон-66 (внизу).

Поликонденсация — процесс синтеза полимеров из полифункциональных (чаще всего бифункциональных) соединений, обычно сопровождающийся выделением низкомолекулярных побочных продуктов (воды, спиртов и т. п.) при взаимодействии функциональных групп.

## Процесс поликонденсации
В общем виде реакция равновесной поликонденсации для двух исходных мономеров протекает по схеме:
{\displaystyle {\mathsf {aAa+bBb\rightarrow aABb+ab}}}
{\displaystyle {\mathsf {aABb+aAa\rightarrow aABAa+ab}}}
В этой реакции a и b являются реакционными центрами - часть молекулы, которая непосредственно участвует в химических превращениях.
Примером поликонденсации является реакция образования дипептида:
Молекулярная масса полимера, образовавшегося в процессе поликонденсации, зависит от соотношения исходных компонентов, условий проведения реакции.

## Линейная и трёхмерная поликонденсации
В реакции поликонденсации могут вступать как один мономер с двумя различными функциональными группами: например, синтез поли-ε-капроамида (нейлона-6, капрон) из ε-аминокапроновой кислоты, так и два мономера, несущие различные функциональные группы, например, синтез нейлона-66 поликонденсацией адипиновой кислоты и гексаметилендиамина; при этом образуются полимеры линейного строения (линейная поликонденсация, см. Рис.1). В случае, если мономер (или мономеры) несут более двух функциональных групп, образуются сшитые полимеры трёхмерной сетчатой структуры (трёхмерная поликонденсация). С целью получения таких полимеров к смеси мономеров нередко добавляют «сшивающие» полифункциональные компоненты.
Особняком стоят реакции синтеза полимеров из циклических мономеров по механизму раскрытия цикла — присоединение, например, синтез нейлона-6 из капролактама (циклического амида ε-аминокапроновой кислоты); несмотря на то, что выделение низкомолекулярного фрагмента при этом не происходит, такие реакции чаще относят к поликонденсации.

## Классификация мономеров
Мономеры, использующиеся в реакции поликонденсации делят на два типа:
- Мономеры для гомополиконденсации — мономеры, обладающие функциональными группами, которые способны реагировать друг с другом.

- Мономеры для гетерополикондесации (сомономеры) — мономеры, обладающие функциональными группами, которые не способны образовывать полимеры в отдельности.

## Основные промышленные группыполимеров, синтезируемых поликонденсацией
- Линейные полимеры
  - Полиамиды
  - Полиуретаны
  - Поликарбонаты
  - Полиэфиры
  - Полисилоксаны
- Сетчатые полимеры
  - Алкидные смолы
  - Меламин-альдегидные смолы
  - Мочевино-альдегидные смолы
  - Фенол-альдегидные смолы

## Поликонденсация в химии природных соединений
Практически все биополимеры (белки, ДНК и РНК, целлюлоза, хитин и пр.) синтезируются в живых организмах поликонденсацией с участием соответствующих комплексов ферментов.
В некотором роде исключением является биосинтез полиизопренов (в том числе каучука), который происходит путём ферментативного присоединения изопренилпирофосфата с аллильной перегруппировкой и отщеплением аниона пирофосфата. В данном случае мономер несёт одну функциональную группу, а механизм присоединения с аллильной перегруппировкой близок к механизму анионной полимеризации в синтезе бутадиенового каучука по Лебедеву. Тем не менее, благодаря отщеплению низкомолекулярного фрагмента пирофосфата биосинтез полиизопренов является реакцией поликонденсации.